# Naab
Naab je rijeka na jugu Njemačke u Bavarskoj, duga 97,5 kilometara. Lijevi je pritok Dunava.

## Karakteristike
Ako se računa i dužina njenog glavnog pritoka Waldnaaba, duljina rijeke Naab je 160 km.
Rijeka se formira sutokom Waldnaaba i Haidenaaba kod grada Luhe-Wildenaua nedaleko češko- njemačke granice.
Od tamo teče prema jugu, preko gradova Nabburg, Schwandorf i Burglengenfeld do ušća u Dunav kod Regensburga.
Naab je svoje korito probila kroz vapnenačka brda Bavarskih Jura, što ga čini popularnim izletištem u tom području.